# Подлесник
Подле́сник (лат. Sanícula) — род многолетних или двулетних травянистых растений семейства Зонтичные (Apiaceae). Научное название рода происходит от лат. sanare, что означает «заживлять», «исцелять».

## Распространение

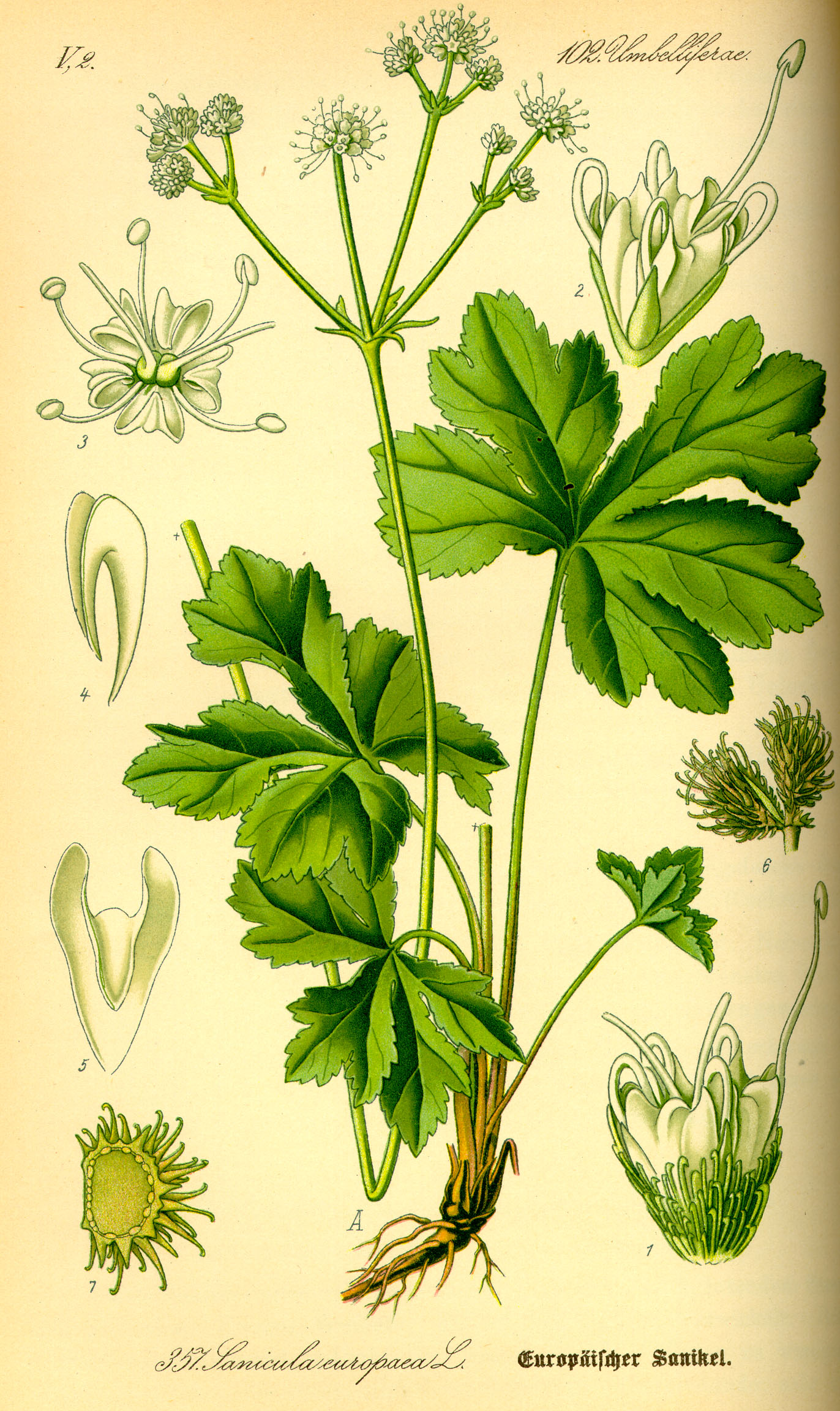
Подлесник европейский.

Произрастают почти на всех континентах, кроме Антарктиды и Австралии. Одиннадцать видов являются эндемиками Китая. Во флоре России и сопредельных стран только три вида — Sanicula chinensis, Sanicula europaea и Sanicula rubriflora. Все три произрастают в широколиственных лесах.

## Ботаническое описание
Многолетние или двулетние растения с прямостоячим стеблем.
Листья черешковые, дланевидно-рассечённые, с щетинистыми зубцами на концах надрезанных долей.
Цветки собраны в простые зонтики. Тычиночные цветки на цветоножках, обоеполые сидячие. Лепестки с загнутой долькой, белые, зеленовато-белые, светло-жёлтые, фиолетовые или светло-синие. Столбик пестика очень короткие или длинные, нитевидные.
Плоды продолговатые, покрытые крючкообразными шипиками. Карпофор отсутствует.

## Классификация

### Таксономия[4]
Sanicula  L., 1753, Sp. Pl. : 235
Род Подлесник относится к семейству Зонтичные (Apiaceae) порядка Зонтикоцветные  (Apiales). Кладограмма в соответствии с Системой APG IV:
|  |                                      |  |                                   |                                   |                     |  | ещё 6 семейств |               |               |                                                                               |
|  |                                      |  |                                   |                                   |                     |  |                |               |               | 47 подтвержденных и 8 в статусе "непроверенных" видов и инфравидовых таксонов |
|  |                                      |  |                                   | порядок Зонтикоцветные            |                     |  |                |               | род Подлесник |                                                                               |
|  |                                      |  |                                   | порядок Зонтикоцветные            |                     |  |                |               | род Подлесник |                                                                               |
|  | отдел Цветковые, или Покрытосеменные |  |                                   |                                   | семейство Зонтичные |  |                |               |               |                                                                               |
|  | отдел Цветковые, или Покрытосеменные |  |                                   |                                   |                     |  |                |               |               |                                                                               |
|  |                                      |  | ещё 63 порядка цветковых растений | ещё 63 порядка цветковых растений |                     |  |                | ещё 447 родов | ещё 447 родов |                                                                               |
|  |                                      |  |                                   | ещё 63 порядка цветковых растений |                     |  |                |               | ещё 447 родов |                                                                               |

### Виды
Некоторые из них:
- Sanicula europaea L. — Подлесник европейский
- Sanicula rubriflora F.Schmidt — Подлесник красноцветковый
- Sanicula uralensis Kleopow ex Kamelin, Czubarov & Shmakov — Подлесник уральский